# Osobní počítač

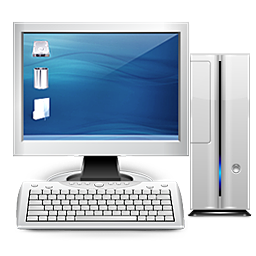
Stylizace osobního počítače. Monitor, klávesnice a základní jednotka.

Osobní počítač (anglicky personal computer –⁠⁠⁠⁠⁠⁠ zkráceně PC [písí])  je víceúčelový mikropočítač, který je díky své velikosti, možnostem a ceně vhodný pro individuální použití. Osobní počítače jsou určeny k tomu, aby je obsluhoval přímo koncový uživatel, nikoliv počítačový odborník nebo technik. Na rozdíl od velkých a nákladných minipočítačů a sálových počítačů se u osobních počítačů nepoužívá funkce sdílení času mnoha lidmi současně. Především koncem 70. a v 80. letech 20. století se používal také termín domácí počítač.
Majitelé počítačů v institucích nebo podnicích si v 60. letech museli psát vlastní programy, aby s těmito stroji mohli vykonávat nějakou užitečnou práci. Uživatelé osobních počítačů sice mohou vyvíjet vlastní aplikace, ale obvykle se na těchto systémech používá komerční software, bezplatný software („freeware“), který je nejčastěji proprietární, nebo svobodný software a software s otevřeným zdrojovým kódem, který je poskytován v „hotové“ neboli binární podobě. Software pro osobní počítače je obvykle vyvíjen a distribuován nezávisle na výrobci hardwaru nebo operačního systému. Většina uživatelů osobních počítačů již nepíše vlastní programy, aby osobní počítač vůbec využili, i když programování koncovými uživateli je stále možné. To kontrastuje s mobilními systémy, kde je software často dostupný pouze prostřednictvím kanálu podporovaného výrobcem a vývoj programů pro koncové uživatele může být odrazován nedostatečnou podporou ze strany výrobce.
Nejrozšířenější hardwarovou architekturou osobních počítačů je IBM PC kompatibilní. V jejích počátcích byly používány jednoúlohové operační systémy DOS (MS-DOS, DR-DOS a FreeDOS), které byly většinou nahrazeny víceúlohovými operačními systémy. Současnými nejrozšířenějšími operačními systémy stolního počítače nebo notebooku jsou systémy Microsoft Windows a v menším rozsahu pak také unixové systémy Apple macOS a Linux. Osobní počítač může mít také podobu tabletu či chytrého telefonu, ty využívají operační systém Android nebo iOS.
Nástup osobních počítačů a současně probíhající digitální revoluce výrazně ovlivnily život lidí ve všech zemích.

## Historie

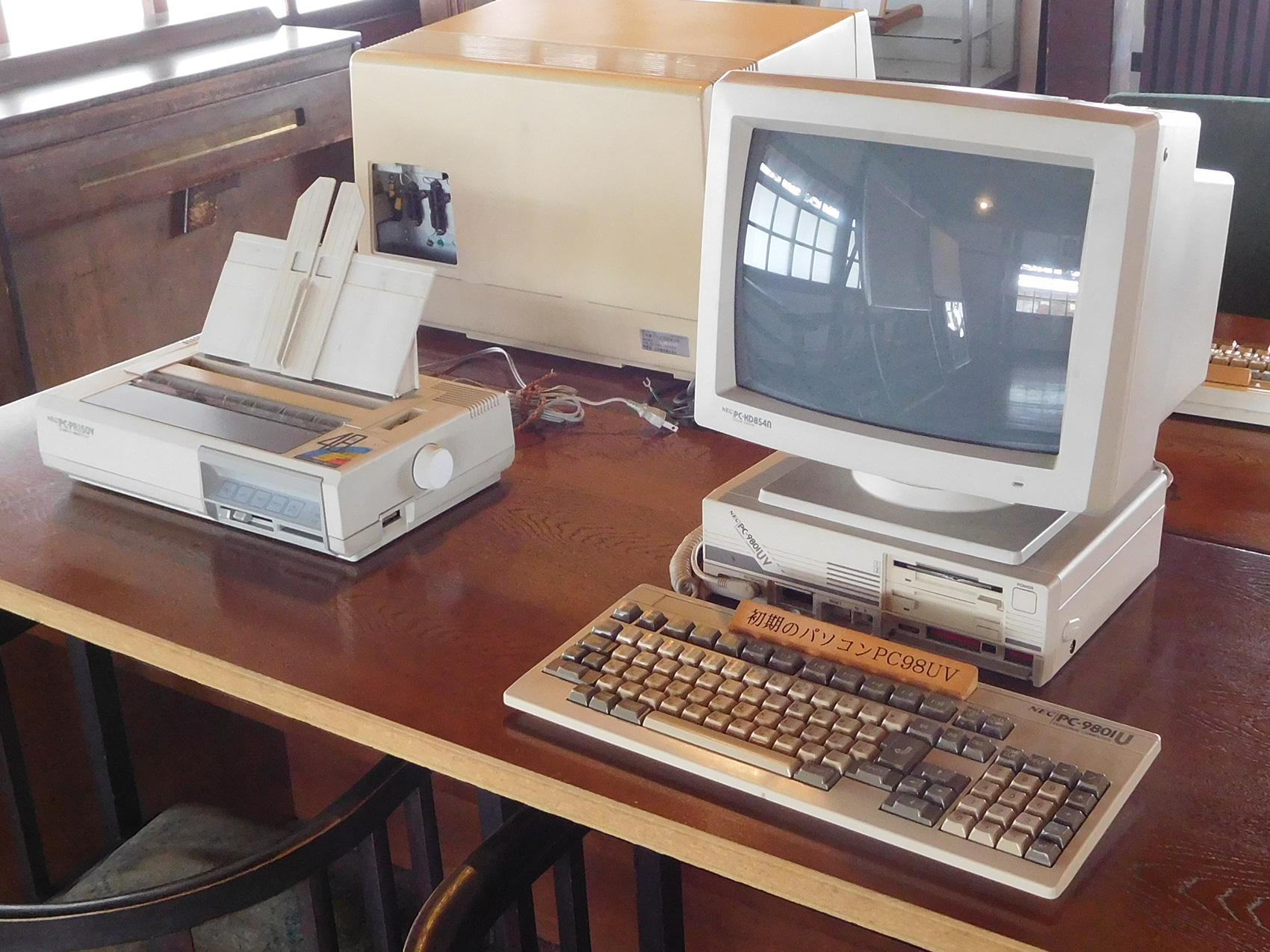
NEC PC-98 s procesorem Intel 8086

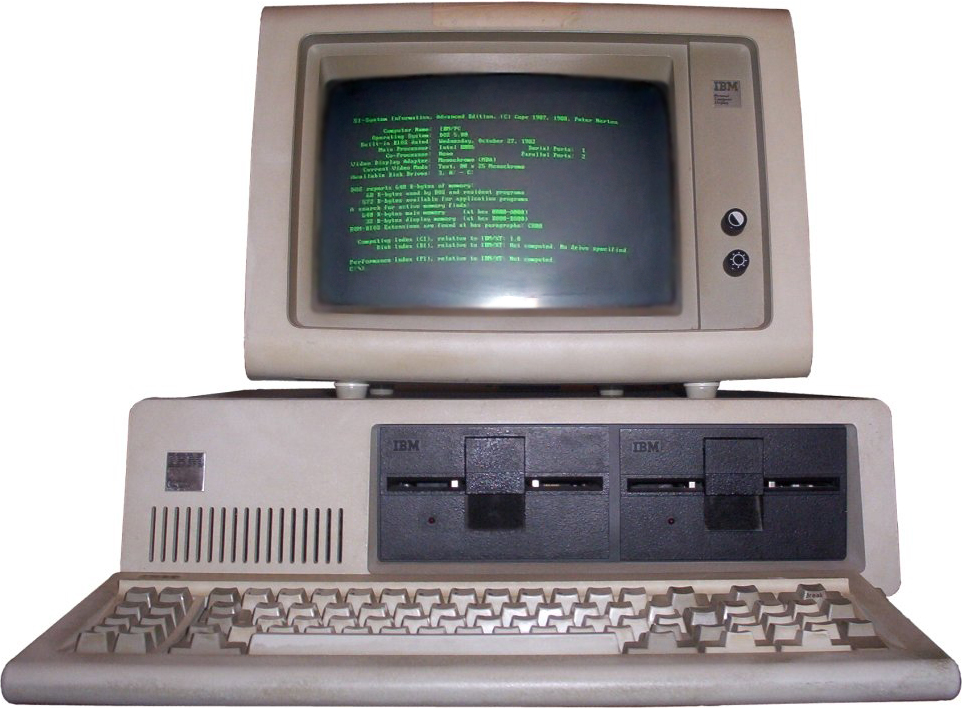
IBM PC 5150 s procesorem Intel 8088 a operačním systémem MS-DOS 5.0

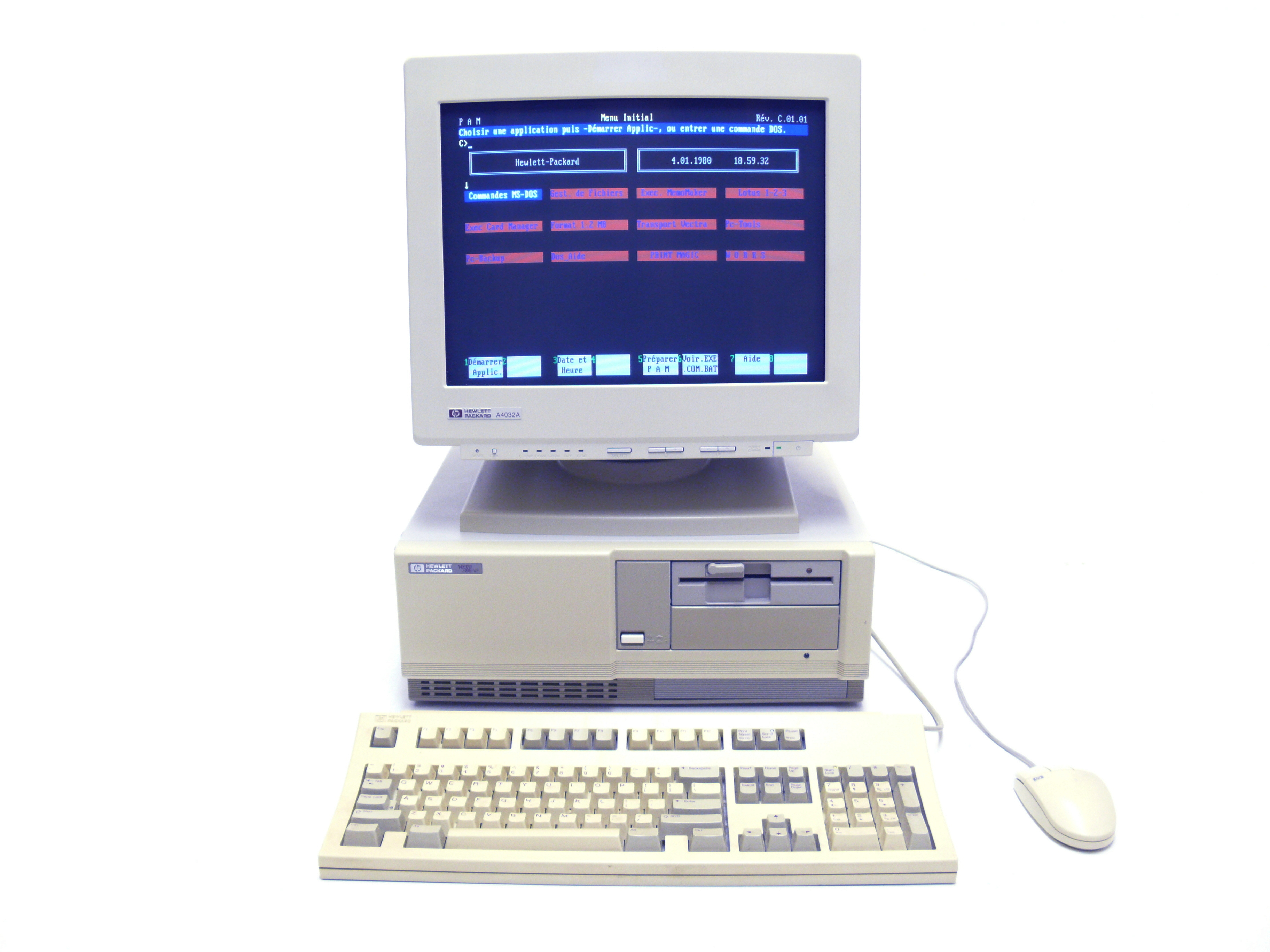
IBM PC kompatibilní počítač s procesorem Intel 80286 a MS-DOS 6.0

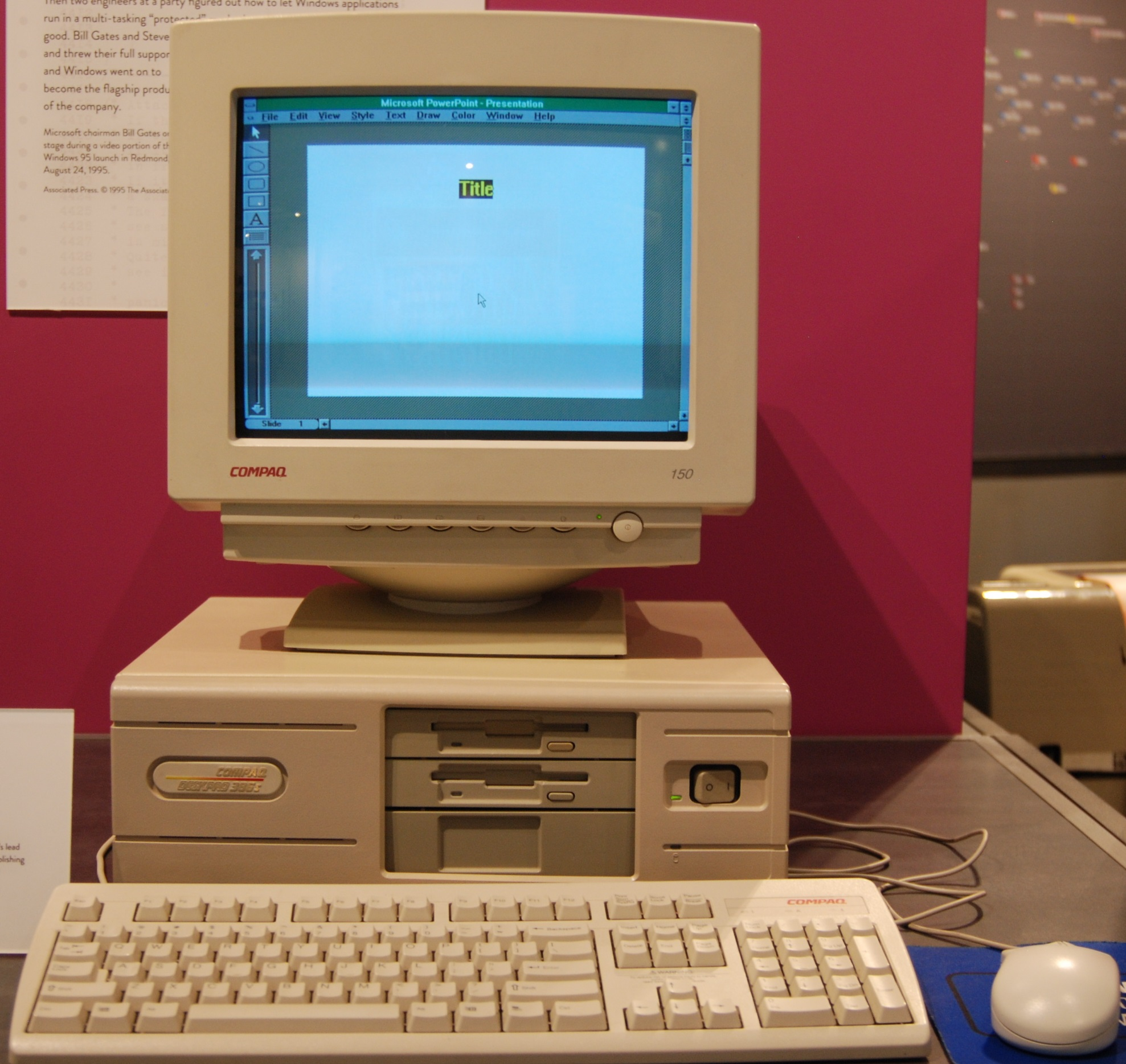
IBM PC kompatibilní počítač s procesorem Intel 80386

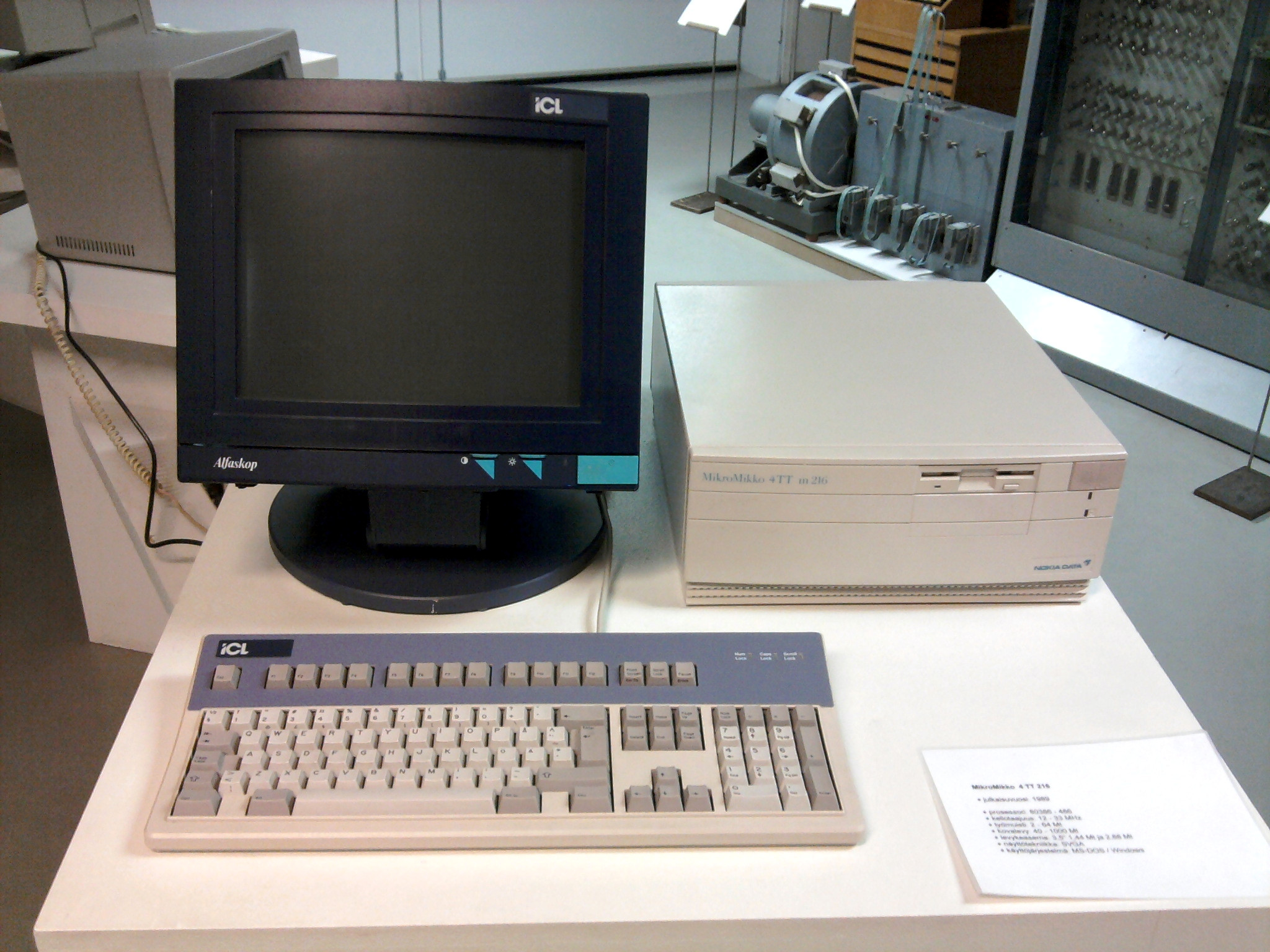
IBM PC kompatibilní počítač s procesorem Intel 80486

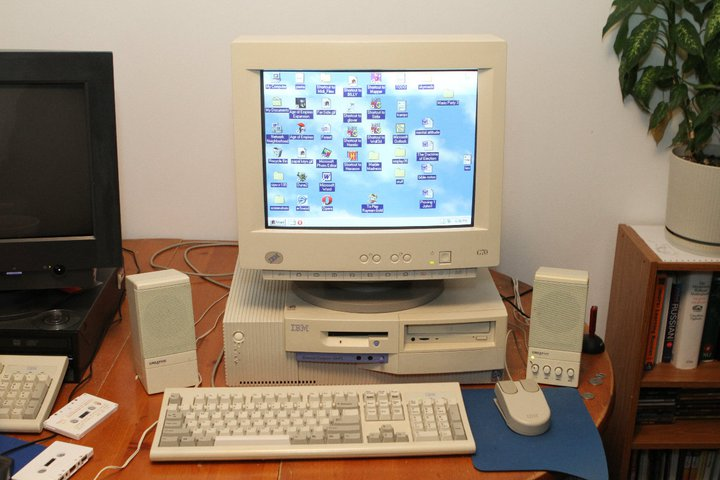
IBM 300 PL s procesorem Intel Pentium I a Windows 95

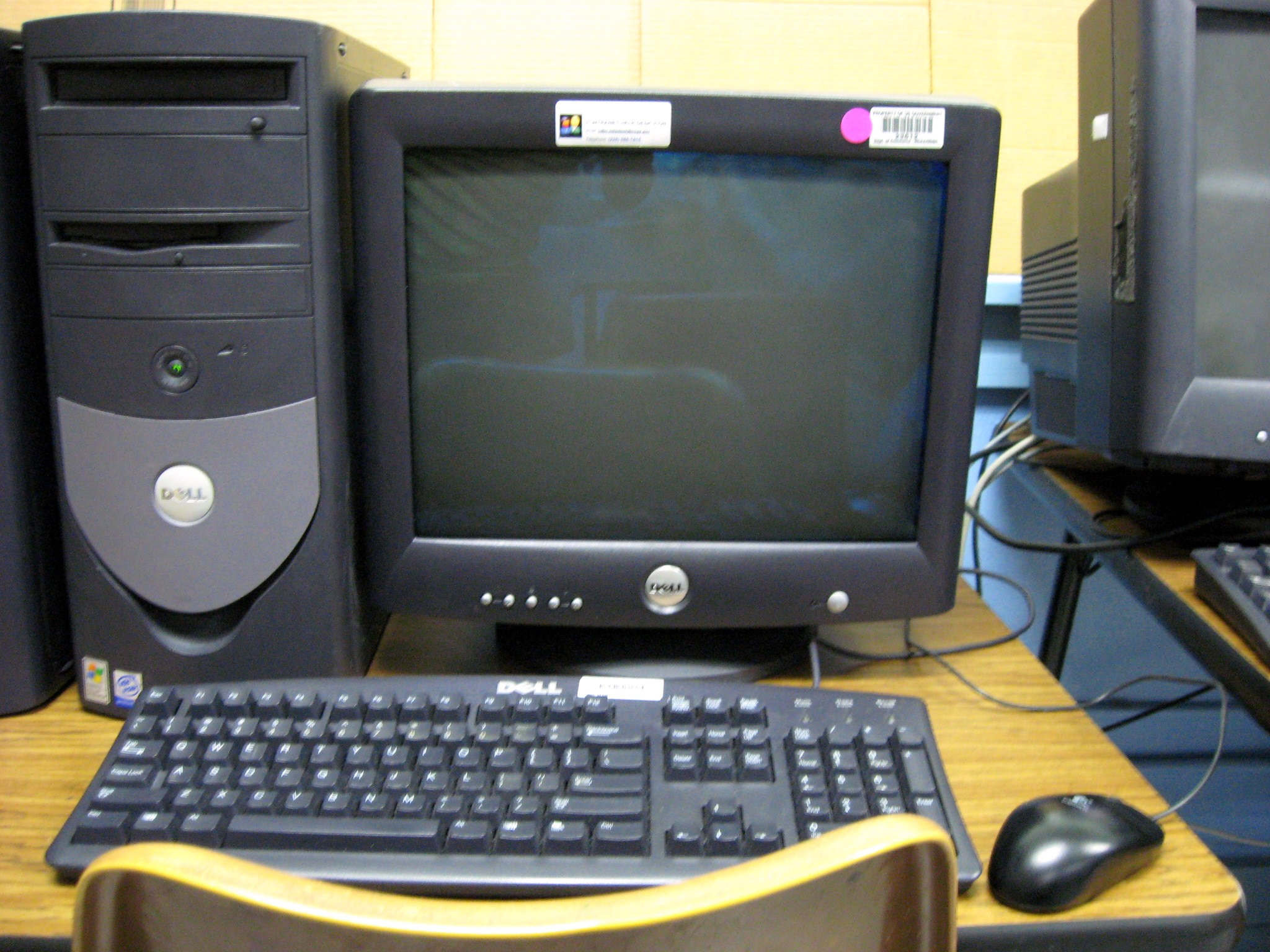
Dell OptiPlex s procesorem Intel Pentium 4

Pojem byl používán již v průběhu 70. let 20. století, kdy společnost Apple a řada dalších uvedly první osmibitové osobní počítače na trh. Je ale obecně velmi málo známo, že systémy technologicky velmi podobné tehdejším prvním mikropočítačům Apple již tehdy vyráběly i jiné společnosti, kupř. společnost Hewlett-Packard či Texas Instrument a další. Jako další zlomové datum je uváděno datum kdesi v lednu 1977, kdy vyšlo první číslo Personal Computing Magazine. Ale teprve s uvedením počítače IBM PC (IBM 5150) na trh v srpnu 1981 se ustálilo označení PC (nebo Personal computer) pro počítač s procesorem Intel x86 kompatibilní (tj. vnitřní architekturou a tím i komponentami a programovým vybavením slučitelný) s tímto modelem.
25. září 1973 byl představen MCM/70, který bývá označován za první použitelný osobní počítač. Vytvořila ho kanadská firma Micro Computer Machines, kterou založil Mers Kutt. V horní části měl naklopený jednořádkový plazmový displej, ve spodní zase relativně konvenční klávesnici a uprostřed přehrávač magnetofonových kazet. Počítač poháněl osmibitový procesor Intel 8008, mohl disponovat až dvěma mechanikami a až 8 KB operační paměti.
Vývoj v oblasti výpočetní techniky v té době probíhal velmi překotně. To, že se právě tato počítačová platforma stala de facto průmyslovým standardem bylo dáno shodou příznivých náhod a vynikající marketingovou prací zainteresovaných firem. V této době nebylo ještě vůbec jasné, jakým směrem půjde vývoj, systémy firmy Apple byly v mnoha ohledech technicky dokonalejší než IBM PC. Zásadní roli zde však sehrál fakt, že firma IBM zvolila otevřenou politiku, která umožnila třetím výrobcům vyrábět komponenty pro PC. Politika drahého značkového výrobku, kterou razila firma Apple nakonec neuspěla, protože díky obrovské konkurenci uvnitř trhu komponent pro potomky IBM PC, začaly nakonec její výrobky zaostávat i po technické stránce.
První model IBM PC byl dodáván s mikroprocesorem Intel 8088, pracujícím na frekvenci 4,77 MHz a s operační pamětí RAM o velikosti 16 nebo 64 kB (maximálně byla rozšiřitelná na 256 KByte). Pro záznam dat se používal kazetový magnetofon, nebo 5,25" disketa. Sběrnice toho modelu byla osmibitová.
Během několika let se objevila řada vylepšení a také mnoho obdobných a navazujících výrobků jiných firem, označovaných jako klony IBM PC nebo IBM PC kompatibilní počítače. V roce 1983 začaly být dodávány první pevné disky o kapacitě 10 Mbyte.
V roce 1984 byl představen první model s procesorem 80286 (IBM PC/AT), původně běžící na 6 MHz. Měl 16bitovou sběrnici, 20 MB HDD a adresovatelnou RAM až 16 MB. Rychlejší model, běžící na 8 MHz s 30 MB pevným diskem byl představen v roce 1986.
Operačním systémem původních osobních počítačů IBM PC a IBM PC kompatibilních býval téměř výlučně MS-DOS nebo některý z jeho klonů (např. PC-DOS, DR-DOS), který používal uživatelsky málo atraktivní rozhraní příkazového řádku v textovém režimu, zpravidla s 80 znaky na 25 řádcích. Od roku 1984 se ale začalo u osobních počítačů pozvolna prosazovat grafické uživatelské rozhraní (GUI), nejprve na počítačích Apple Macintosh a později na počátku 90. let 20. století na počítačích IBM PC kompatibilních v podobě MS Windows 3.0 a novějších.
V roce 1987 uvedla firma IBM na trh novou řadu počítačů IBM PS/2 spolu s operačním systémem OS/2. Počítače IBM PS/2 přinesly celou řadu novinek – grafickou kartu VGA s rozlišením 640 × 480 pixelů a s možností zobrazovat 256 barev současně při rozlišení 320 × 200 pixelů, 32bitový procesor Intel 80386 (u některých modelů), rychlou 32bitovou sběrnici Micro Channel Architecture (MCA), disketovou mechaniku 3,5" s kapacitou 1,44 MB, konektor PS/2 pro klávesnici a myš, 72pinové moduly SIMM. První modely počítače PS/2 a operační systém OS/2 byly prodejním propadákem, jednotlivé komponenty se však rychle staly standardem u konkurenčních počítačů (kromě sběrnice PCI, místo které se začala používat také 32bitová sběrnice EISA společností Compaq).
Nasazení grafického prostředí OS/2 podnítilo vývoj Microsoft Windows, které postupně OS/2 zcela vytlačily.
Procesor Intel 80386 je 32bitový procesor s podporou ochrany paměti, který umožňuje práci moderních operačních systémů. Pracuje s frekvencí mezi 12 MHz a 40 MHz. Procesor 386SX byla levnější a pomalejší varianta s pouze 16bitovou datovou sběrnicí; 386DX má 32bitovou datovou sběrnici. Verze i386SL je energeticky úspornější provedení pro přenosné počítače.
V poslední dekádě 20. století došlo k rychlému vývoji hardwarových komponent i softwarových komponent PC. Mikroprocesory 80386 byly nahrazeny výrazně rychlejšími 80486, u kterých na rozdíl od Intel 80386 označení DX znamenalo přítomnost integrovaného matematického koprocesoru, SX byly procesory s vadným koprocesorem, který bylo možné doplnit jako samostatný obvod. 486 byly 32bitové procesory s frekvencí mezi 16 MHz až 100 MHz. Energeticky efektivní provedení bylo označováno SL nebo S.
V letech 1993–1995 se začínají objevovat počítače s architekturou Intel Pentium, která přinesla opět výrazné zrychlení. Jestliže se v roce 1990 pohybovaly taktovací frekvence v domácnosti okolo 10–20 MHz, v roce 2000 to bylo okolo 100–200 MHz. Monochromatické monitory byly zcela vytlačeny barevnými monitory, rozlišení vzrostlo z 640 × 480 pixelů na 1024 × 768 pixelů. Samozřejmostí se stala mechanika CD-ROM, zapojení počítače do lokální sítě a zvuková karta, častým příslušenstvím byl telefonní modem pro přístup k internetu. Ve firemní a státní sféře došlo k ústupu jehličkových tiskáren ve prospěch laserových tiskáren, v soukromé sféře se rozšířily inkoustové tiskárny.
Okolo roku 2000 se objevuje rozhraní Universal Serial Bus (USB), které postupně nahrazuje všechna ostatní rozhraní s výjimkou síťových rozhraní Ethernet a do přenosných počítačů standardně instalovaných bezdrátových rozhraní Wi-Fi a Bluetooth; ve stejné době se rozšiřuje použití sběrnice PCI (a následně PCI-Express) ze serverů do prakticky všech počítačů. Po nástupu USB flash disků v roce 2001 postupně vymizely disketové mechaniky i jejich dočasné náhrady – mechaniky ZIP, JAZ a starší magnetooptické Bernoulliho disky, často také DVD mechaniky, které nahradily CD mechaniky (standardem se staly mechaniky s možností zápisu).
V první dekádě 21. století byly vakuové obrazovky monitorů vytlačeny LCD displeji, jejichž zlevnění vedlo k masovému rozšíření. Tím byla umožněna miniaturizace osobních počítačů a posun od desktopových osobních počítačů k notebookům a mobilním zařízením ve firemní sféře i u domácích uživatelů.
Uvnitř počítačů došlo k přechodu od paralelního diskového rozhraní ATA k sériovému a výrazně rychlejšímu SATA, po roce 2010 jsou magnetické pevné disky stále častěji nahrazovány polovodičovými Solid-state drive (SSD) bez pohyblivých součástí.
V současnosti se pro multimédia a pro komunikaci po internetu kromě PC používají také jednodušší mobilní zařízení vybavené bezdrátovým rozhraním Wi-Fi, jako jsou tablety nebo chytré telefony. Tím dochází k postupnému průniku mobilních zařízení založených na operačních systémech Android a iOS do sféry, kde měl donedávna monopol operační systém Windows. Alternativou ke klasickým univerzálním osobním počítačům je také na konzumaci obsahu zaměřený Chromebook. Pro domácí uživatele může být jednoduchost a „bezúdržbovost“ alternativních zařízení výhodou. Vzhledem k vazbě výroby, vývoje a vědy na OS windows a vzhledem k obavě průmyslu z tříštění sil mezi různé systémy však osobní počítač s Windows zůstane ještě nějakou dobu základním pracovním nástrojem.

## Typy osobních počítačů
- Pevné
  - Pracovní stanice
  - Stolní počítač
- Přenosné
  - Notebook
  - Tablet
  - Chytrý telefon
  - Pocket PC

## Součásti osobního počítače
1. Monitor
2. Základní deska
3. Procesor
4. ATA konektory
5. Operační paměť
6. Rozšiřující sloty
7. Zdroj
8. Optická mechanika
9. Pevný disk
10. Počítačová klávesnice
11. Myš

Komponenty osobního počítače:

Součásti osobního počítače se rozlišují na dvě roviny – hardware a software. Aby počítač dobře fungoval je potřeba spolehlivý a výkonný hardware, avšak to co vdechuje počítači „ducha“ je především software.

### Hardware
Zvenku počítače se rozlišuje několik součástí:

#### Počítačová skříň
Počítačová skříň je box, který obsahuje hlavní komponenty počítače. Skříň je obvykle vyráběná z oceli nebo hliníku, ale používají se také i jiné materiály, jako jsou například plast a dřevo. Počítačové skříně mohou mít různou velikost, tvar a dokonce mohou být i dekorativním objektem (viz modding).

#### Co je ve skříni?
Typický osobní počítač dnes bývá proveden jako přístroj, který je položen na stole, nebo uložen pod stolem. To platí i přesto, že se stále častěji používají notebooky – přenosné počítače, které nemají žádnou skříň, protože vše potřebné je již integrováno v těle počítače. Rovněž jsou dnes běžné „all in one“ PC, kdy je obsah počítačové skříně integrován v těle monitoru.
Samotná počítačová skříň bývá provedena různým způsobem:
- desktop – pokládá se naplocho na stůl, výhodou tohoto provedení je, že skříň může sloužit současně jako podstavec pro monitor
- věž (tower) – je uspořádání, kdy skříň leží na podložce svojí kratší stranou, takže připomíná věž (anglicky tower). Toto uspořádání je dnes nejběžnější, protože je výhodné jak z hlediska chlazení, tak proto, že počítač nemusí zabírat místo na stole. Termín „mini tower“ označuje, že by se mělo jednat o menší provedení, „midi tower“ označuje středně velkou skříň.

Ve skříni bývá uložen:
- napájecí zdroj (SPS – system power supply) – převádí napětí elektrické sítě na úrovně potřebné pro napájení komponent počítače (základní deska, harddisk, DVD, …). Obvykle má výkon od 200 do 1000 wattů.
- základní deska – také mateřská deska nebo motherboard – je deska plošných spojů, na které je umístěn procesor, operační paměť (RAM), paměť BIOSu (FLASH), hodiny reálného času a tzv. čipset počítače a základní rozhraní, jako jsou konektory pro připojení myši, klávesnice, tiskárny a jiných zařízení. V současnosti se na základní desku často integruje i grafická karta, zvuková karta a síťová karta.
- rozšiřující desky – jedná se o desky plošných spojů určené pro zasunutí do slotů základní desky, nejčastěji to bývá grafická karta, zvuková karta nebo síťová karta. S rostoucí integrací a popularitou přenosných počítačů se stále méně používají rozšiřující karty a stále více zařízení se připojuje pomocí USB
- harddisk – také pevný disk, je zařízení, které slouží k uchovávání programů a dat potřebných pro provoz počítače a pro práci s ním.
- mechanika DVD nebo CD-ROM – slouží k nahrávání a používání dat uložených na optických discích. Současné mechaniky jsou již schopné na optické disky i zapisovat
- disketová mechanika – se dnes již téměř nepoužívá, slouží ke čtení a zapisování dat na diskety.

#### Monitor, klávesnice, myš

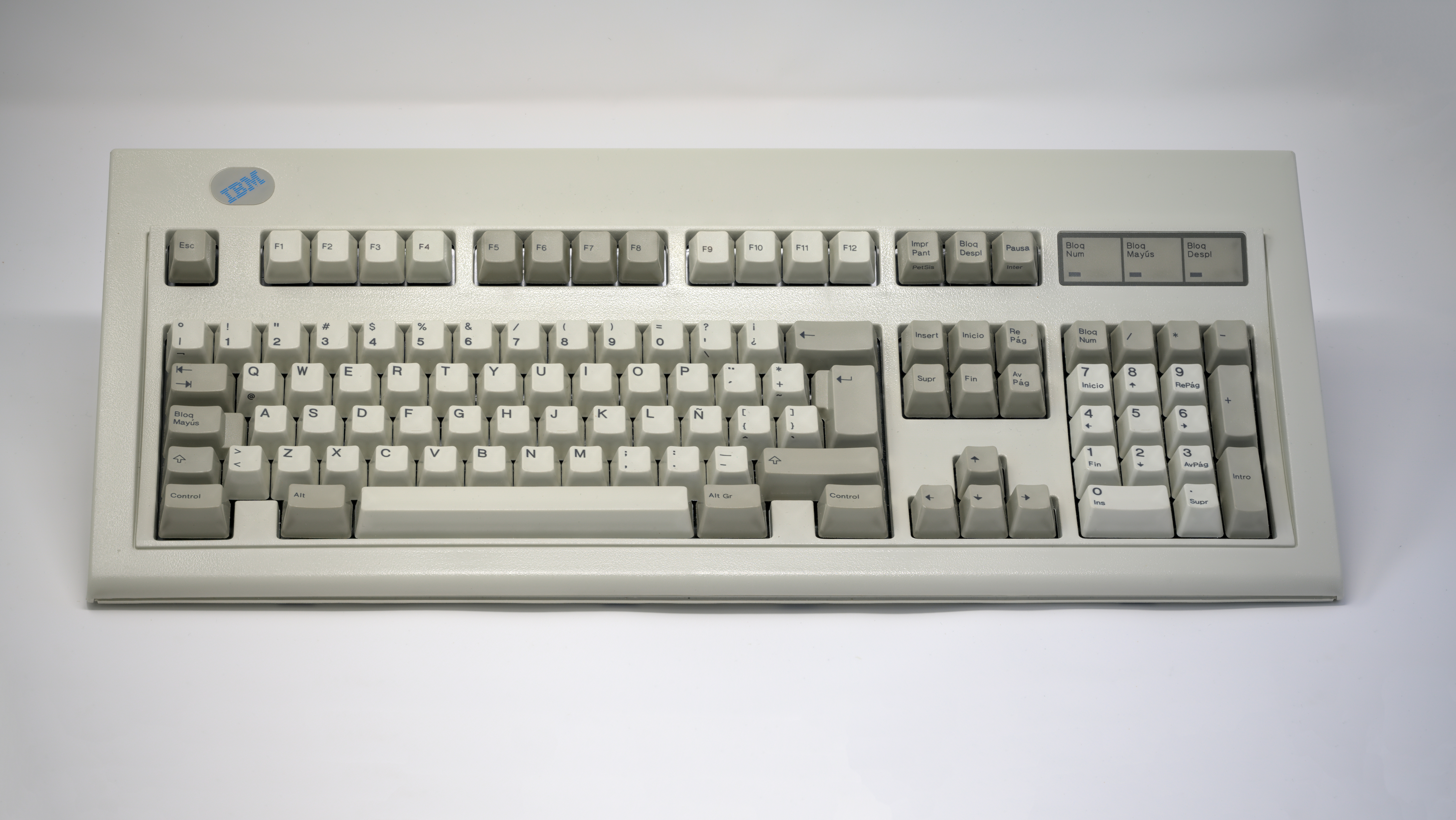
Klávesnice IBM M (1986)

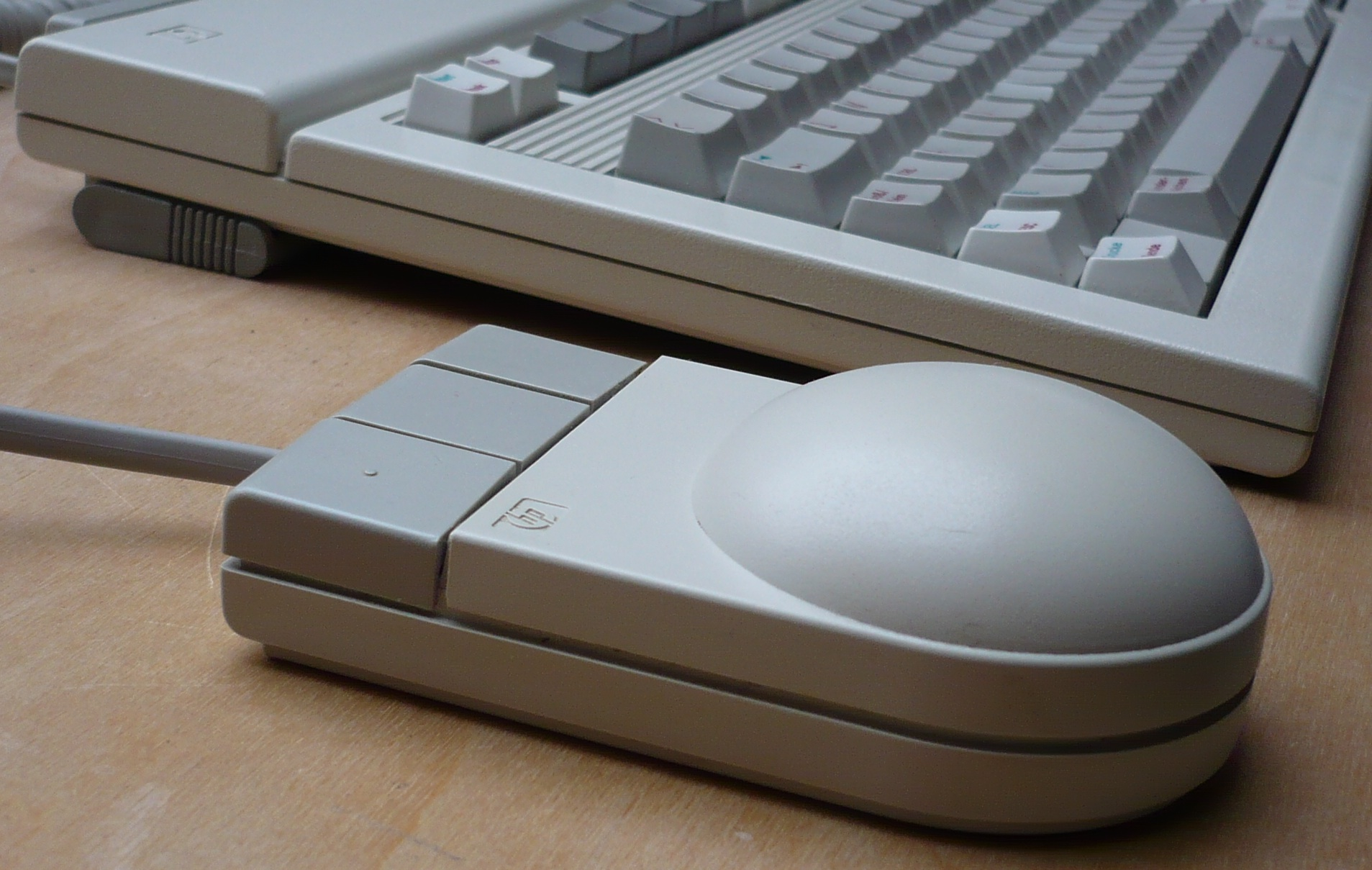
Myš HP Hil 46060 (1984)

Monitor, klávesnice a myš nebo jiné ukazovací zařízení jsou dnes základními prostředky pro komunikaci uživatele s osobním počítačem, bez kterých se nedá pracovat. Připojují se přímo ke skříni počítače. Přenosné počítače mají samozřejmě tyto součásti integrovány již ve svém těle. Nejmladším zařízením z této trojice je myš (případně také trackball nebo touchpad), která je nutná pro práci s grafickým uživatelským rozhraním počítače.

#### Ostatní zařízení
K počítači se dnes připojují nejrůznější periferní zařízení, naprostou samozřejmostí jsou dnes například mikrofon a reproduktory (případně sluchátka), které z PC dělají opravdové multimediální a ve spojení s internetem také komunikační centrum. Stále častějším multimediálním doplňkem je i webová kamera, která je výhodou zvláště u internetové telefonie.
Dalšími oblíbenými doplňky jsou tiskárna a čtečka paměťových karet.

### Software
Jak již bylo zmíněno, bez software není provoz počítače použitelný. Software obsluhuje veškerý hardware osobního počítače. Současnými nejrozšířenějšími operačními systémy na osobních počítačích jsou systémy Microsoft Windows a v menším rozsahu pak také unixové systémy Apple macOS. Stále lepší volbou jsou svobodné a volně šířitelné operační systémy, založené zejména na základě Linuxu, a dále také na FreeBSD, NetBSD, OpenBSD, PC-BSD (TrueOS), DragonFly BSD, OpenSolaris a dalších. Na základě jádra Linuxu jsou také založeny mobilní operační systémy Android od firmy Google a Tizen od firmy Samsung. Na Linuxu je také postaven herní operační systém SteamOS od firmy Valve. Na základě jádra operačního systému FreeBSD je postaven operační systém Orbis OS, kterým je vybavena herní konzole PlayStation 4 od firmy Sony. Podle Patricka Zandla s koncem Windows XP končí éra dominance počítačů PC.

#### Operační systém

Logo Windows 95

Základní součástí software počítače je operační systém. Základní funkcí operačního systému je poskytovat služby a zpřístupňovat hardware počítače aplikačním programům. I když si pod tímto pojmem obvykle představíme grafické uživatelské rozhraní, toto je pouze špička ledovce a jedna z méně podstatných funkcí operačního systému. Hlavní funkcí operačního systému je, že zpřístupňuje aplikacím systémové prostředky, jako je například souborový systém.
Operačním systémem původních osobních počítačů IBM PC kompatibilních byl téměř vždy MS-DOS nebo některý z jeho klonů. V současnosti nejpoužívanější operační systémy pro PC patří do rodiny systémů Microsoft Windows. U tohoto systému však bývají problémy při přechodu na vyšší verze, kdy narazíte na problémy kompatibility a na vysoké nároky hardware, výjimečně se může stát i to, že nefungují se staršími aplikacemi. Jeho hlavní výhodou je jeho rozšířenost, takže na něj existuje nepřeberné množství komerčních i volně dostupných aplikací, obzvláště her.
Nejrozšířenější alternativou desktopových MS Windows je operační systém Linux. Ten se na desktopech začíná čím dál více prosazovat pro svou jednoduchost, nízké pořizovací náklady, rychlý a spolehlivý běh a velkou přizpůsobitelnost. Linux dozrává čím dál více po stránce uživatelské přívětivosti a praktické použitelnosti. Dnes již nejde o operační systém pro pár počítačových nadšenců, ale o konkurenceschopnou platformu. Kromě toho, že je zdarma a pod otevřenou licencí GNU/GPL jeho výhodou je i existence velkého množství aplikací z oblasti volně šiřitelného software a v poslední době i komerčních aplikací, včetně některých her.

#### Aplikační software
V současnosti jsou možnosti osobních počítačů takové, že se zahrnují téměř vše, co jsme schopni si představit a rozumně definovat. Proto existuje i moře software, který tyto možnosti v daném směru lépe či hůře realizuje.
- kancelářský software – zjednodušeně řečeno jde o software pro sekretářky, o softwarový ekvivalent psacího stroje, kalkulačky a faxu. Ve firemním prostředí jde většinou o Microsoft Office, skládající se z textového editoru, tabulkového kalkulátoru, a poštovního klienta. Jeho zdatným volně šiřitelným kolegou je LibreOffice, který zdarma nabízí poměrně dobrou úroveň kompatibility s MS Office, přičemž je dostupný i pro Linux.

- komunikační software – jedná se například o webový prohlížeč, v současnosti rovněž o prostředky pro Instant messaging nebo internetovou telefonii.
- multimediální software – nejrůznější software pro přehrávání hudby a filmů, také pro jejich vytváření a střih
- software pro podporu designu – jde o nejrůznější systémy CAD a CAE – o jakousi moderní náhradu rýsovacího prkna
- prostředky pro vývoj software – nejrůznější programovací jazyky a pomocné nástroje pro vytváření software
- herní software – různé počítačové hry

## Současnost
Současné osobní počítače jsou použitelné nejen ke kancelářské práci nebo řízení průmyslových aplikací, ale též k velmi kvalitní reprodukci hudby nebo zpracování digitálních fotografií či videa.

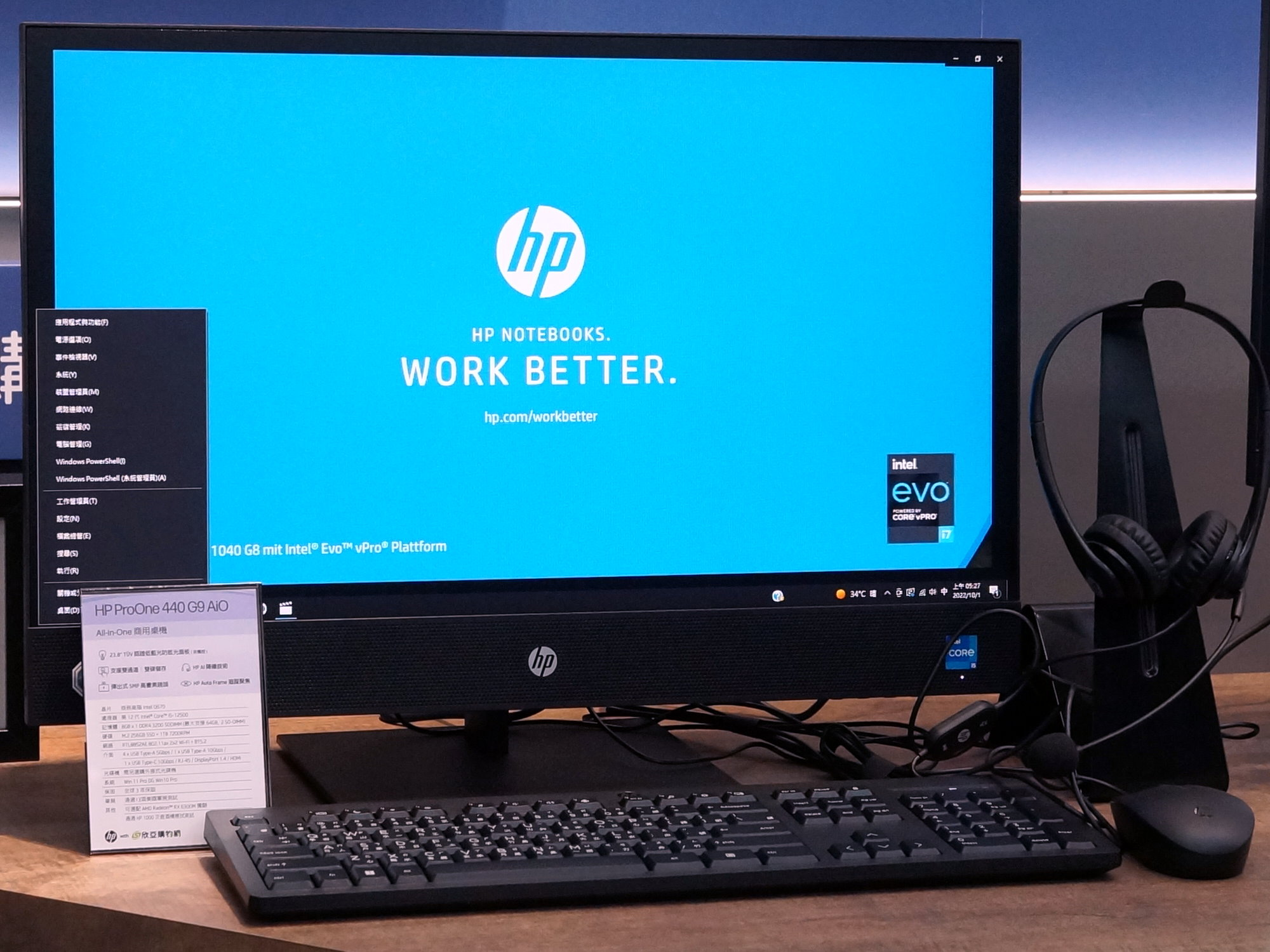
Moderní osobní počítač v provedení all-in-one

V dubnu 2025 byly pro osobní počítače nejpoužívanější operační systémy rodiny Microsoft Windows (podíl na trhu 71%), z čehož připadá 53 % na systém Windows 10 a 44 % na systém Windows 11. Druhý na trhu je systém macOS se zhruba 15% podílem na trhu.
 

Drtivou převahu v oblasti operačních systémů mají Microsoft Windows, které nejsou přenositelné na architektury nekompatibilní s IBM PC kompatibilní a mají tendenci k používání komplikovaných nestandardizovaných nebo dokonce nedokumentovaných proprietárních datových formátů. 

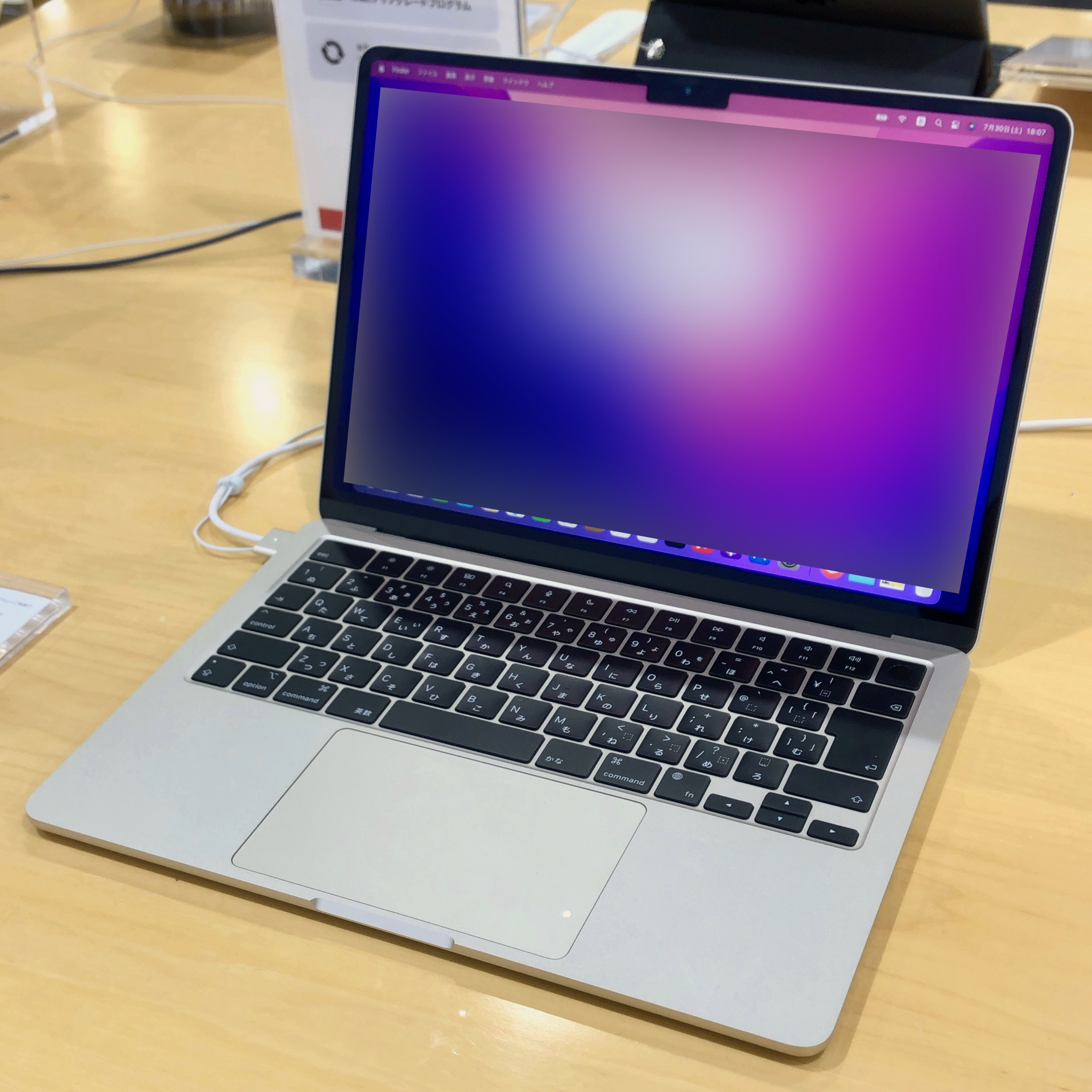
Přenosný počítač značky Apple

Tradiční osobní počítače jsou v současnosti částečně vytlačovány mobilními zařízeními, jako jsou tablety založené na systému Android nebo iOS, případně notebooky založené na cloudovém „Chrome OS“ firmy Google. Většina těchto zařízení běží na architektuře ARM, ale Android a Chrome OS jsou běžně provozovány i na architektuře x86 resp. x86-64.
Procesory jsou v současných počítačích jednojádrové nebo vícejádrové. V běžných stolních a přenosných počítačích pracují na frekvencích 1–3 GHz, u některých s možností automatického přetaktování, tzv. boostu, až do výše 4-6 GHz. Počet jader je v technicky nejdokonalejších procesorech až 96, běžně se však pohybuje ve výši 2-16.
Prakticky 100 % trhu CPU patří společnostem AMD a Intel. Architektura nejnovějších procesorů AMD se nazývá Zen 5, který používá čtyř-nanometrový výrobní proces společnosti TSMC. Nejnovější procesory společnosti Intel se nazývají Arrow Lake a využívají tří-nanometrový proces. U obou výrobců se tak velikost tranzistorů přibližuje fyzikálním limitům.
Grafický čip bývá v mnoha případech součástí čipu procesoru. Pro náročnější grafické výpočty, zejména pro hraní počítačových her nebo editaci v grafických programech, se využívá dedikovaná grafická karta. Velikost paměti VRAM se pohybuje od 4 GB do 24 GB u nejdražších modelů. Množství operací, které jsou současné grafické karty schopny provést za sekundu, je v řádu desítek TFLOPS. U nejnovějších karet přesahuje 100 TFLOPS.
Data jsou ukládána nejčastěji na pevné disky HDD v kapacitě 500 GB až 24 TB. Rychlejší alternativou jsou disky typu SSD s kapacitou od 120 GB do 8 TB a rychlostí čtení a zápisu od cca 500 MB/s u disků velikosti 2,5 palce až po 13-14 tis. MB/s u nejrychlejších pamětí formátu M.2 NVMe.
Nejnovějším typem operační paměti RAM je DDR5 SDRAM. Velikost jednoho modulu této paměti se pohybuje od 8–32 GB, často se však používají moduly dva až čtyři pro využití vícekanálové architektury paměti. Rychlost této paměti se pohybuje v rozmezí 2400-8800 MHz.

## Česko
Následující data ukazují počet českých domácností vybavených osobním počítačem a počet domácností s připojením k internetu. V roce 2005 stále používalo 63 % domácností vytáčené připojení pomocí telefonní linky (dial up), následující rok přišel zlom a převládlo vysokorychlostní připojení, vytáčené připojení již používalo jen 35 % domácností.
Z dat Českého statistického úřadu vyplývá, že v roce 2024 používalo 83 % domácností počítač a 89 % domácností internet.
| Rok            | 1989  | 1991  | 1996  | 2001   | 2006   | 2011   | 2016   | 2021   | 2024   |
| -------------- | ----- | ----- | ----- | ------ | ------ | ------ | ------ | ------ | ------ |
| Osobní počítač | 1,8 % | 3,5 % | 8,5 % | 21,1 % | 35,7 % | 64,8 % | 75,6 % | 79,0 % | 83,2 % |
| Internet       | -     | -     | -     | 5,8 %  | 26,7 % | 61,7 % | 76,1 % | 83,0 % | 89,1 % |